# ASVEL Lyon-Villeurbanne 2019-2020
Questa voce raccoglie le informazioni riguardanti l'ASVEL Lyon-Villeurbanne nelle competizioni ufficiali della stagione 2019-2020.

## Stagione
La stagione 2019-2020 dell'ASVEL Lyon-Villeurbanne è la 72ª nel massimo campionato francese di pallacanestro, la Pro A.

## Roster
Aggiornato al 14 luglio 2019.
| LDLC ASVEL 2019-20 | LDLC ASVEL 2019-20 |
| Giocatori          | Staff tecnico      |
| ------------------ | ------------------ |

| N. | Naz.                                         | Ruolo | Nome               | Anno | Alt.   | Peso   |  |
| -- | -------------------------------------------- | ----- | ------------------ | ---- | ------ | ------ |  |
| 1  | Francia (bandiera)                           | G     | Edwin Jackson      | 1989 | 190 cm | 91 kg  |  |
| 1  | Stati Uniti (bandiera)                       | G     | Davion Berry       | 1991 | 193 cm | 84 kg  |  |
| 2  | Stati Uniti (bandiera)                       | P     | Jordan Taylor      | 1989 | 185 cm | 88 kg  |  |
| 3  | Nigeria (bandiera)                           | C     | Tonye Jekiri       | 1994 | 213 cm | 103 kg |  |
| 5  | RD del Congo (bandiera) · Francia (bandiera) | AP    | Charles Kahudi (C) | 1986 | 199 cm | 100 kg |  |
| 6  | Francia (bandiera)                           | P     | Théo Maledon       | 2001 | 192 cm | 77 kg  |  |
| 9  | Lettonia (bandiera)                          | G     | Rihards Lomažs     | 1996 | 190 cm | 87 kg  |  |
| 11 | Francia (bandiera)                           | AP    | Charles Galliou    | 1995 | 202 cm |        |  |
| 12 | Francia (bandiera)                           | AG    | Amine Noua         | 1997 | 202 cm | 91 kg  |  |
| 17 | Francia (bandiera)                           | A     | Livio Jean-Charles | 1993 | 206 cm | 104 kg |  |
| 19 | Francia (bandiera)                           | P     | Antoine Diot       | 1989 | 193 cm | 86 kg  |  |
| 21 | Belgio (bandiera)                            | AC    | Ismaël Bako        | 1995 | 208 cm | 95 kg  |  |
| 23 | Stati Uniti (bandiera)                       | GA    | David Lighty       | 1988 | 195 cm | 100 kg |  |
| 28 | Francia (bandiera)                           | AG    | Guerschon Yabusele | 1995 | 203 cm | 118 kg |  |
| 32 | Francia (bandiera)                           | G     | Matthew Strazel    | 2002 | 182 cm | 80 kg  |  |
| 33 | Stati Uniti (bandiera)                       | AC    | Adreian Payne      | 1991 | 208 cm | 108 kg |  |

| Allenatore                                                                               |
| - Zvezdan Mitrović                                                                       |
| Assistente/i                                                                             |
| - Joseph Gomis - T.J. Parker Legenda - (C) Capitano - (IN) Inattivo - Infortunato Roster |

## Mercato

### Sessione estiva
| Acquisti | Acquisti       | Acquisti       | Acquisti   | Acquisti |
| R.       | Nome           | da             | Modalità   |          |
| -------- | -------------- | -------------- | ---------- | -------- |
| G        | Edwin Jackson  | Budućnost      | definitivo |          |
| P        | Jordan Taylor  | Limoges CSP    | definitivo |          |
| G        | Rihards Lomažs | Ventspils      | definitivo |          |
| C        | Tonye Jekiri   | Gaziantep BŞB  | definitivo |          |
| AG       | Ismaël Bako    | Anversa Giants | definitivo |          |
| P        | Antoine Diot   | Valencia       | definitivo |          |

| Cessioni | Cessioni         | Cessioni         | Cessioni       | Cessioni |
| R.       | Nome             | a                | Modalità       |          |
| -------- | ---------------- | ---------------- | -------------- | -------- |
| G        | A.J. Slaughter   | Real Betis       | fine contratto |          |
| P        | Mantas Kalnietis | Lokomotiv Kuban' | fine contratto |          |
| C        | Miro Bilan       | Dinamo Sassari   | fine contratto |          |
| G        | Sofiane Briki    | Saint-Chamond    | prestito       |          |
| C        | Khadim Sow       | Estudiantes      | rescissione    |          |
| G        | DeMarcus Nelson  | Bayern Monaco    | fine contratto |          |
| AG       | Alpha Kaba       | Boulazac         | rescissione    |          |

### Dopo l'inizio della stagione
| Acquisti | Acquisti           | Acquisti           | Acquisti         | Acquisti   |
| R.       | Nome               | da                 | Data             | Modalità   |
| -------- | ------------------ | ------------------ | ---------------- | ---------- |
| G        | Davion Berry       | Enisey Krasnojarsk | 17 febbraio 2020 | definitivo |
| AG       | Guerschon Yabusele | Nanjing M. Kings   | 25 febbraio 2020 | definitivo |

| Cessioni | Cessioni      | Cessioni    | Cessioni         | Cessioni |
| R.       | Nome          | a           | Data             | Modalità |
| -------- | ------------- | ----------- | ---------------- | -------- |
| G        | Edwin Jackson | Estudiantes | 12 febbraio 2020 | prestito |